# 金沢園
金沢園（かなざわえん）は、神奈川県横浜市金沢区で営業していた料亭である。2016年-2020年5月までは、「旅館 喜多屋」として営業していた。2020年9月10日から「カフェ金澤園」として営業を再開した。

## 歴史
1916年（大正5年）に、現在の桜木町に創業した料亭「満月」を前身とし、1930年（昭和5年）に、磯子区（1948年より金沢区）柴町に、料亭と旅館の機能を併せ持つ旗亭「金沢園」が開業した。昭和初期の当地は「金沢八景」の名が示す通り景勝地で、京浜地区の市民や文化人などが避暑に訪れていた。
1930年9月7日の横浜貿易新報に掲載された与謝野晶子の随筆「金沢の一日」には、鉄幹・晶子夫妻が金沢園を訪れた際に、ここから眺めた海岸線の美しさを讃えた一文が記されている。1939年（昭和14年）5月には俳人の高浜虚子が、日本各地の景勝地の風景を楽しむ会である「第四回日本探勝会」を金沢園で開催した。
創業100周年を控え、建物の維持と活用が模索されるなか、横浜市港北区出身で留学のあっせんやシェアハウス事業を営む実業家が名乗りを上げた。主に訪日外国人旅行者の利用を想定したゲストハウスおよびカフェレストランとして活用するもので、改修費用の一部はクラウドファンディングでも調達された。2016年2月、金沢園は一旦営業を終了して改修工事を開始し、同年7月にレストラン「Cafe&Dining ぼたん」がオープン。同年12月には旅館業の許可を取得し、「旅館 喜多屋」と名付けられた。2020年5月に営業は終了し、2020年9月からは以前のオーナーにより「カフェ金澤園」の営業が再開された。地元神奈川1区選出の松本純衆議院議員が以前より地元の会合で利用している。

## 建築
東京・品川にあった日本家屋を移築し、1930年に営業を開始した。
木造2階建て、瓦葺の入母屋造で、北側に玄関、1階と2階にそれぞれ4部屋の客室を有する。2004年3月2日には国の登録有形文化財に登録された。館内は、玄関で靴を脱ぐ日本旅館スタイル。浴室は共同で、竣工当初からのフランス製ステンドグラスとモザイクタイルで装飾されている。
最大200人分の懐石料理を調理していた厨房はオープンキッチンに改装され、横浜発祥の牛鍋、柴漁港で水揚げされた海の幸や横浜市内で採れた野菜類を使った料理などが提供される。